# Monika Scholz
Monika Scholz (* 2. September 1941 in Leipzig) ist eine deutsche Malerin und Grafikerin.

## Leben und Werk
Monika Scholz absolvierte nach der Grundschule von 1956 bis 1959 in Leipzig eine Lehre als Tiefdruckretuscheurin und studierte von 1962 bis 1967 bei Bernhard Heisig in der Fachklasse Malerei und Grafik der Hochschule für Grafik und Buchkunst Leipzig. Danach arbeitete sie in Leipzig als freischaffende Künstlerin. Sie war von 1968 bis 1990 Mitglied des Verbands Bildender Künstler der DDR und ab 1991 des Bunds Bildender Künstlerinnen und Künstler Leipzig (BBKL). Seit 1969 hatte Monika Scholz hatte eine bedeutende Zahl von Einzel- und Gruppenausstellungen, in der Zeit der DDR auch in Frankreich, der Sowjetunion und der CSSR.

## Rezeption
„. . . strebt in Porträts, intimen Familienszenen, schlichten Motiven aus dem Alltag und städtischer Umwelt die poetische Deutung harmonischer menschlicher Beziehungen an. Angeregt u. a. von Matisse, drückt sie in großflächigen, weich konturierten Formen und verhaltenen Farbklängen im Konkreten zugleich eine hohe Verallgemeinerung aus.“
Günter Meißner

## Museen und öffentliche Sammlungen mit Werken von Monika Scholz (unvollständig)
- Altenburg/Thür.: Lindenau-Museum
- Dresden: Sächsischer Kunstfonds
- Leipzig: Kunsthalle der Sparkasse Leipzig[2]

## Weitere Werke (Auswahl)
- Die Familie (1970, Öl, 79 × 68 cm; Lindenau-Museum)[3]
- Blumen (1975, Öl, 72 × 60 cm; Sächsischer Kunstfonds)
- Brautpaar mit Säugling (1975, Öl)

## Ausstellungen (unvollständig)

### Einzelausstellungen
- 1973: Leipzig, Wort und Werk (mit Joachim Scholz)
- 1975: Rostock, Galerie am Boulevard (mit Joachim Kratsch und Joachim Scholz)
- 1982: Bad Kösen, Romanisches Haus (mit Joachim Scholz)

### Teilnahme an Gruppenausstellungen
- 1972, 1974, 1979 und 1985: Leipzig, Bezirkskunstausstellungen
- 1975: Berlin, Alte Nationalgalerie („Deutsche Bildende Künstlerinnen von der Goethezeit bis zur Gegenwart“)
- 1976: Karl-Marx-Stadt, Städtische Museen („Jugend und Jugendobjekte im Sozialismus“)
- 1977 bis 1988: Dresden, VIII. bis X. Kunstausstellung der DDR
- 1979: Berlin, Altes Museum („Jugend in der Kunst“)
- 1983: Leipzig, Messehaus am Markt („Kunst und Sport“)
- 1983/1984: Altenburg, Lindenau Museum („Junge Künstler des Bezirkes Leipzig“)
- 1984: Paris („Musik in der bildenden Kunst der DDR“)
- 1987: Rostock (Biennale der Ostseeländer)
- 1993: Bonn („Ars Lipsiensis“. 2. Ausstellung des Bundes Bildender Künstler Leipzig)
- 2022: Leipzig, Museum der bildenden Künste („Bilderkosmos Leipzig. 1905–2022“)[4]

## Weitere Literatur
- Scholz, Monika. In: Dietmar Eisold (Hrsg.): Lexikon Künstler in der DDR. Verlag Neues Leben, Berlin 2010, ISBN 978-3-355-01761-9, S. 851.